# Aurora de esperanza
Aurora de esperanza és una pel·lícula espanyola estrenada el 1937, dirigida per Antonio Sau Olite i produïda per S.I.E. Films. El llargmetratge recull els corrents revolucionaris de l'època: reflectir l'ideari anarcosindicalista que soluciona la desocupació en una indústria col·lectivitzada.

## Argument
Al retorn de les vacances amb la seva família, un obrer es troba a l'atur. Després d'una recerca de treball, Juan es troba decebut i recobra certa inquietud social. La seva muller, Marta, es veu obligada a prendre un treball humiliant per poder donar menjar als seus fills. Juan reacciona enviant a la seva muller i els petits al poble, mentre ell vaga per la ciutat. Indignat pel conformisme de la gent, fa un discurs als obrers, al mateix temps que organitza una "marcha del hambre" entre els aturats. Es dirigeix amb els seus companys cap a la ciutat per protestar front a les autoritats, i precisament quan passa pel poble on hi ha la seva família esclata la revolució social. Juan pren les armes amb els altres i marxen tots cap al front, amb l'esperança que clareixi una aurora millor.

## Importància històrica
Pel·lícula recordada com a obra avançada en el seu temps perquè incorpora elements propis del cinema neorealista italià anys abans que aquest es donés. Aquests elements es veuen reflectits en el caire social de l'obra, degut a la situació política i social que es vivia a l'època, en la utilització de localitzacions enfront d'estudis (tot i així la pel·lícula conté alguns decorats segons els títols de crèdit), així com la utilització d'un estil documental en gran part de la pel·lícula, especialment en les seqüències de la "marcha del hambre". La forma de fer el cine i el cine que sortia d'aquest procés és diferent, i d'aquí rau també llur importància, en el cas de SIE Films, el procés era sindicalitzat.
Ha sigut una pel·lícula que deliberadament s'ha fet oblidar per pertànyer a una època que s'ha intentat eliminar de la memòria del col·lectiu catalano-espanyol pel règim franquista. En el cas de Barrios bajos això es veu en l'intercanvi del logotip de SIE Films (uns obrers treballant el ferro que llurs espurnes en formen el nom) pel de la "Filmoteca Nacional de España" (amb l'emblema de l'àliga en la còpia actual oficial).